# Michael Ripper
Michael Ripper (Portsmouth, Inglaterra, Reino Unido; 27 de enero de 1913 – Londres, Inglaterra, Reino Unido; 28 de junio de 2000) fue un actor secundario inglés nacido en Portsmouth, Hampshire.
Empezó su carrera de cine en quota quickies en la década de 1930 y hasta finales de 1950 era prácticamente desconocido; que rara vez se le atribuye. Actuó como uno de los asesinos en la versión de Richard III de Olivier (1955). Ripper se convirtió en un pilar en Hammer Productions haciendo papeles de personajes: cocheros, campesinos, taberneros, piratas y compinches. Apareció en más películas de la compañía que ningún otro actor, incluyendo The Camp on Blood Island (1958), The Revenge of Frankenstein (1958), The Mummy (1959), The Brides of Dracula (1960), Captain Clegg (1962), The Scarlet Blade (1963), The Reptile (1965), Plague of the Zombies (1966) y The Mummy's Shroud (1967). De vez en cuando se disfrazaba de manera casi irreconocible, sin embargo, su voz ronca permaneció inconfundible. Algunas de sus piezas eran poco más que trozos glorificados (como en La maldición del hombre lobo), pero su penúltimo papel para Hammer Productions fue una pieza de soporte significativo como Landlord en Las cicatrices de Drácula en el año 1970. (Su última película con Hammer Productions fue un trabajador ferroviario en la comedia atípica That's Your Funeral dos años más tarde).
También es bien recordado por su papel como el ascensorista en cuatro de las comedias de St. Trinian's, y en la televisión por su papel como Thomas el choffer en la comedia de la BBC Butterflies (1978-83) y como Burke, uno de los dos criminales en la serie de televisión juvenil Freewheelers (1968-71). Sus otros papeles de televisión incluyen el señor Sheperd, el dueño de la tía Sally, en Worzel Gummidge, Phunkey en The Pickwick Papers (1985) y como el Drones Porter en Jeeves and Wooster (1990-91).

## Filmografía parcial
- (1936) Busman's Holiday
- (1936) The Heirloom Mystery
- (1937) Strange Adventures of Mr. Smith
- (1938) Easy Riches
- (1939) Miracles Do Happen
- (1947) Captain Boycott
- (1948) Oliver Twist
- (1951) Lady Godiva Rides Again
- (1952) Derby Day
- (1952) Secret People
- (1953) Folly to Be Wise
- (1953) Appointment in London
- (1953) Blood Orange
- (1953) The Intruder
- (1953) Personal Affair
- (1954) The Rainbow Jacket
- (1954) The Belles of St Trinian's
- (1954) The Sea Shall Not Have Them
- (1955) The Constant Husband
- (1955) Richard III
- (1955) Secret Venture
- (1956) 1984
- (1956) Yield to the Night
- (1956) Reach for the Sky
- (1956) The Green Man
- (1956) X the Unknown
- (1957) The Steel Bayonet
- (1957) Woman in a Dressing Gown
- (1957) These Dangerous Years]
- (1957) Not Wanted on Voyage
- (1957) Quatermass 2
- (1957) The One That Got Away
- (1957) The Naked Truth
- (1957) Blue Murder at St Trinian's
- (1958) The Camp on Blood Island
- (1958) Up the Creek
- (1958) The Revenge of Frankenstein
- (1958) Further Up the Creek
- (1958) Girls at Sea
- (1958) I Only Arsked!
- (1959) Quatermass and the Pit (Televisión)
- (1959) La momia (The Mummy en inglés)
- (1959) The Ugly Duckling
- (1960) Jackpot
- (1960) ¡Hundid el Bismarck! (Sink The Bismarck! en inglés, ¡Hundan al Bismarck! en Hispanoamérica)
- (1960) Dead Lucky
- (1960) Las novias de Drácula (The Brides of Dracula en inglés)
- (1960) A Circle of Deception
- (1960) The Pure Hell of St Trinian's
- (1961) La maldición del hombre lobo
- (1962) Captain Clegg
- (1962) A Prize of Arms
- (1963) The Punch and Judy Man
- (1963) What a Crazy World
- (1963) The Scarlet Blade
- (1963) Swallows and Amazons - serie de televisión
- (1964) The Curse of the Mummy's Tomb
- (1964) The Secret of Blood Island
- (1965) Every Day's a Holiday
- (1965) El espía que surgió del frío
- (1966) Where the Bullets Fly
- (1966) The Plague of the Zombies
- (1966) The Reptile
- (1966) The Great St Trinian's Train Robbery
- (1966) The Deadly Bees
- (1967) The Mummy's Shroud
- (1967) Torture Garden
- (1968) Inspector Clouseau, el rey del peligro (Inspector Clouseau en inglés
- (1968) Drácula vuelve de la tumba (Dracula Has Risen from the Grave en inglés)
- (1968) The Lost Continent
- (1969) Moon Zero Two
- (1970) Mumsy, Nanny, Sonny and Girly
- (1970) Las cicatrices de Drácula
- (1970) Taste the blood of Dracula (El poder de la sangre de Drácula en España, Pruebe la sangre de Drácula en Argentina y en Uruguay)
- (1972) That's Your Funeral
- (1973) No Sex Please, We're British
- (1973) The Creeping Flesh
- (1975) Legend of the Werewolf
- (1977) The Prince and the Pauper
- (1978) Sammy's Super T-Shirt
- (1980) Danger on Dartmoor
- (1985) No Surrender